# مارغريت فريتش
مارغريت فريتش (بالإنجليزية: Margaret Fristch)‏ هي مهندسة معمارية أمريكية، ولدت في 3 نوفمبر 1899 في سايلم في الولايات المتحدة، وتوفيت في 27 يونيو 1993 في جونو في الولايات المتحدة بسبب ذات الرئة.